# Szczucin
Szczucin – miasto w Polsce położone w województwie małopolskim, w powiecie dąbrowskim, w gminie Szczucin.
W latach 1975–1998 miejscowość administracyjnie należała do województwa tarnowskiego.
Miasto jest siedzibą gminy Szczucin.

## Etymologia nazwy
Pierwotnie Szczuczyn, a więc nazwa dzierżawcza, w XIV w. wieś należąca do Szczuki (od słowa szczuka, czyli szczupak). W 1326 r. zanotowano Sucin, w 1345 r. Sczucin (porównaj Szczuczyce, dzisiaj Szczucice koło Opatowa, czy Szczuczyn).

## Położenie
Szczucin położony jest w Kotlinie Sandomierskiej w północno-wschodniej części województwa małopolskiego. Miejscowość graniczy z województwem świętokrzyskim, a konkretnie z wsią Rataje Słupskie; granicę między województwami wyznacza w tym miejscu rzeka Wisła. Poza tym Szczucin graniczy z Łęką Szczucińską, Łęką Żabiecką, Świdrówką, Dąbrowicą oraz Lubaszem.

## Transport

### Transport drogowy
Przez Szczucin przebiega droga krajowa nr 73 (Warszawa – Kielce – Tarnów – Jasło), droga wojewódzka nr 982 (Szczucin – Mielec), a także liczne drogi lokalne. Most na Wiśle sprawia, że Szczucin jest ważnym węzłem komunikacyjnym dla transportu samochodowego.

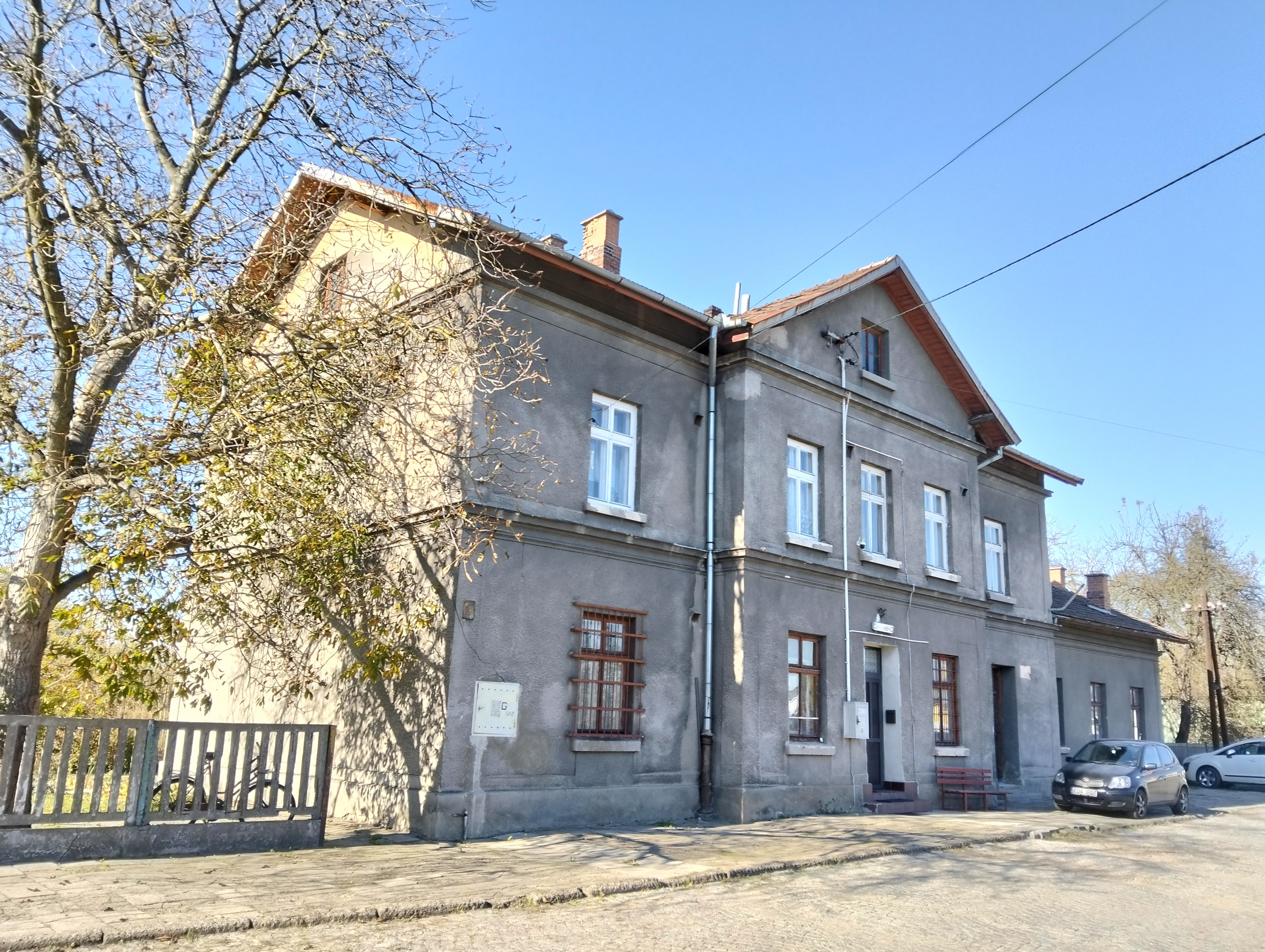
Budynek dworca kolejowego

### Transport kolejowy
W Szczucinie kończy się, biegnąca z Tarnowa i licząca niespełna 50 km, linia kolejowa nr 115. Wybudowana została w 1906 roku. Po II wojnie światowej korzystali z niej głównie mieszkańcy Powiśla i pracownicy dużych zakładów przemysłowych w Tarnowie. W 2000 r., z powodu braku rentowności, zawieszono kursy pasażerskie na całej długości linii, natomiast w 2007 r. został zawieszony ruch towarowy (na odcinku Żabno – Szczucin). Próby ratowania szczucinki, ponawiane przez samorządy powiatu dąbrowskiego i tarnowskiego, nie powiodły się. PKP PLK nadały jej status zawieszona z przeznaczeniem do likwidacji. W marcu 2015 roku przedstawiciele sześciu samorządów, przez które przebiega linia kolejowa, podpisali porozumienie w sprawie wspólnej realizacji trasy rowerowej biegnącej w śladzie nieczynnej linii. Do realizacji kontrowersyjnej inwestycji jednak nie doszło, gdyż z początkiem sierpnia 2016 roku, po protestach ludności zamieszkującej okolice linii kolejowej oraz działaniach Stowarzyszenia Miłośników Kolei w Krakowie, udało się zablokować decyzję o likwidacji nieczynnej linii kolejowej. Również w sierpniu 2016 roku prywatny przewoźnik kolejowy SKPL złożył do Urzędu Marszałkowskiego Województwa Małopolskiego oraz do gmin, przez które przebiega rzeczona linia kolejowa, ofertę wznowienia na linii, najpierw na odcinku Tarnów – Dąbrowa Tarnowska, obsługi ruchu osobowego oraz towarowego. Na spotkaniu 17 października w starostwie powiatowym doszło do porozumienia między przewoźnikiem oraz powiatami przez które biegnie linia z Urzędem Marszałkowskim województwa małopolskiego w sprawie uruchomienia pociągów; urzędnicy zgodzili się na dotowanie przewoźnika. W marcu 2018 roku pojawiła się informacja w mediach (m.in. Radiu Kraków), że połączenia nie zostały wznowione z powodu braku pieniędzy (rezygnacji ze współfinansowania połączenia ze strony Tarnowa i gminy Żabno) oraz obaw ze strony niektórych władz jednostek samorządu terytorialnego o brak lub bardzo małą liczbę pasażerów. W sierpniu 2018 roku powstał plan reaktywacji linii kolejowej i wydłużenia jej do Buska-Zdroju w związku z planowaną budową Centralnego Portu Komunikacyjnego i stworzenia połączenia kolejowego dla pasażerów CPK z Tarnowa przez Kielce. Plan reaktywacji linii kolejowej nr 115 w związku z budową CPK potwierdził w październiku 2018 roku wiceminister infrastruktury i pełnomocnik rządu ds. budowy Centralnego Portu Komunikacyjnego Mikołaj Wild. Oprócz tego połączenie miałoby być częścią szlaku łączącego Warszawę przez Tarnów i Nowy Sącz ze stolicą Węgier, Budapesztem. Rozporządzenie Rady Ministrów z dnia 29 kwietnia 2019 r. zmieniające rozporządzenie w sprawie wykazu linii kolejowych o znaczeniu państwowym wymienia dawną linię kolejową nr 115 wraz z linią kolejową nr 73 Sitkówka Nowiny – Busko-Zdrój i planowanym odcinkiem Busko-Zdrój – Szczucin, oznaczając ją w całości jako linia kolejowa nr 73. Rozporządzenie weszło w życie po upływie 14 dni od dnia ogłoszenia w Dzienniku Ustaw, czyli 29 maja 2019 roku.

## Klimat
Klimat Szczucina zaliczany jest do klimatów podgórskich nizin i kotlin, jest łagodny i dość suchy. Sprzyja on rolnictwu i sadownictwu.

## Historia

### Pierwsze wzmianki
Osada istniała już na początku XIV w., a pierwsza o niej wzmianka pochodzi z 1326 roku. Wspomina o szczucińskiej parafii, o której źródła historyczne jednak milczą. Szczucin był własnością rycerską; jego mieszkańcy trudnili się flisactwem, połowem ryb, rolnictwem i drobnym rzemiosłem.
Nad Wisłą powstał port rzeczny, za pośrednictwem którego wysyłano na północ drewno z Puszczy Sandomierskiej, zboże dostarczane z obszaru Małopolski oraz inne towary. W tym okresie Szczucin rozwijał się głównie dzięki żegludze na Wiśle. W rejonie osady znajdowała się przeprawa przez Wisłę i wiódł tędy trakt handlowy północ – południe o ponadregionalnym znaczeniu.
W XVI wieku właścicielem Szczucina był działacz reformacyjny Jakub Przyłuski.
Po I rozbiorze Polski Szczucin znalazł się w zaborze austriackim. Początkowo należał do cyrkułu pilzneńskiego (najpierw do okręgu w Dąbrowie, następnie, od 1775 roku, do okręgu Tarnów), a od 1782 roku do cyrkułu tarnowskiego. W wydanej po raz pierwszy w roku 1786 książeczce pt. „Geografia albo dokładne opisanie królestw Galicyi i Lodomeryi” jaj autor, hrabia Ewaryst Andrzej Kuropatnicki, napisał o Szczucinie: Miasto i włość bardzo obszerna, przedtym domu Małachowskich, dziedziczne, teraz Chwaliboga. Wielkie bagna bitym kanałem tu osuszone, które mil kilka kraju zalewały.

### I wojna światowa
I wojna światowa powstrzymała rozwój miasteczka. We wrześniu 1914 r., na zachód od Szczucina, wzdłuż Wisły rozlokowały się oddziały Legionów Józefa Piłsudskiego, atakując Rosjan po drugiej stronie rzeki i odnosząc spore sukcesy. Po wycofaniu się legionistów, ziemię szczucińską i cały powiat dąbrowski zajęły wojska rosyjskie. Szczucin był okupowany do maja 1915 r., kiedy to, po bitwie gorlickiej, Rosjanie zmuszeni zostali do odwrotu na froncie galicyjskim.

### Okres międzywojenny
W 1934 r. w wyniku reformy samorządowej utworzono gminę Szczucin. Nie pomogły protesty mieszkańców domagających się zatwierdzenia praw miejskich. Szczucin nie spełniał podstawowego kryterium pozwalającego zachować status miasta; liczył mniej niż 3 tys. mieszkańców. W 1936 r. ostatecznie zdegradowany został urzędowo do rangi wsi.
W 1939 r. 40% mieszkańców miejscowości stanowili Żydzi.

### II wojna światowa

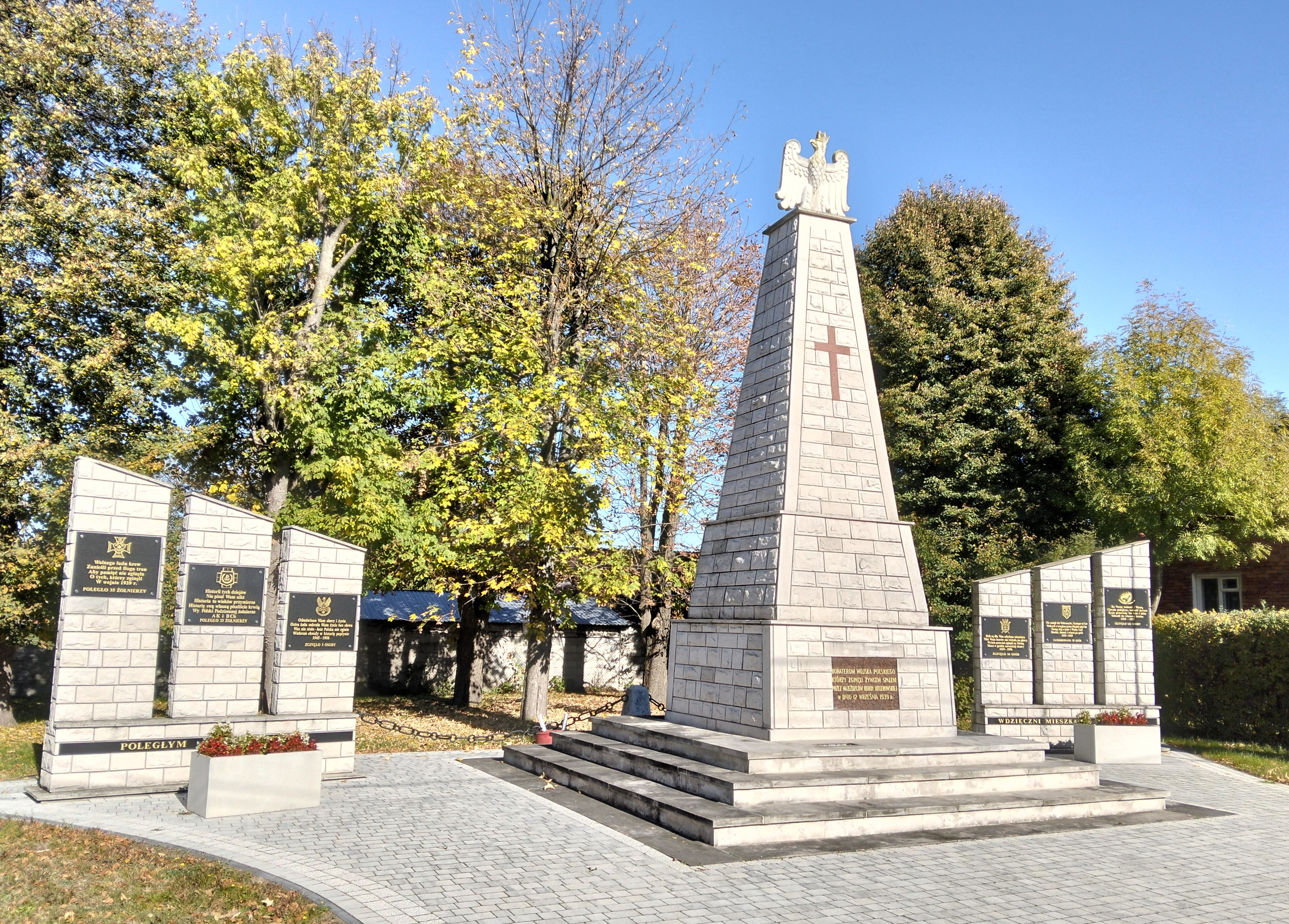
Pomnik ofiar masakry szczucińskiej

We wrześniu 1939 r. w rejonie Szczucina miały miejsce ciężkie walki toczone przez cofającą się Armię Kraków z przeważającymi siłami niemieckimi. 7 września 1939, na rozkaz gen. Szyllinga, wysadzono w powietrze tutejszy most na Wiśle wraz ze znajdującymi się już na jego środku Niemcami. Po rozbiciu polskich oddziałów wielu żołnierzy dostało się do niewoli. Blisko stu z nich zamknięto w strzeżonej przez Niemców szczucińskiej szkole. 12 września znieważony i spoliczkowany polski oficer zastrzelił Niemca; w rezultacie żołnierze Wehrmachtu zaczęli strzelać do jeńców, a do wnętrza szkoły wpadły pociski zapalające. Jeńcy usiłowali wydostać się z płomieni, podczas gdy hitlerowcy strzelali do wyskakujących przez okna. Zginęło 70 żołnierzy. Ich śmierć upamiętniono obeliskiem.
.
Podczas okupacji niemieckiej w Szczucinie działały ugrupowania ruchu oporu i prowadzono tajne nauczanie. W 1943 r. żołnierze oddziału Jędrusie wykonali w Szczucinie wyrok na znienawidzonym, wysługującym się hitlerowcom komendancie powiatowym policji granatowej. Na przełomie 1944 i 1945 r. Niemcy, przygotowujący się do obrony pozycji nad Wisłą i fortyfikujący teren, wysiedlili mieszkańców Szczucina. Część domów zniszczono, a materiał wykorzystano do budowy umocnień.
Po zakończeniu wojny Szczucin pozostał wsią z zachowanym małomiasteczkowym układem przestrzennym.

### Prawa miejskie

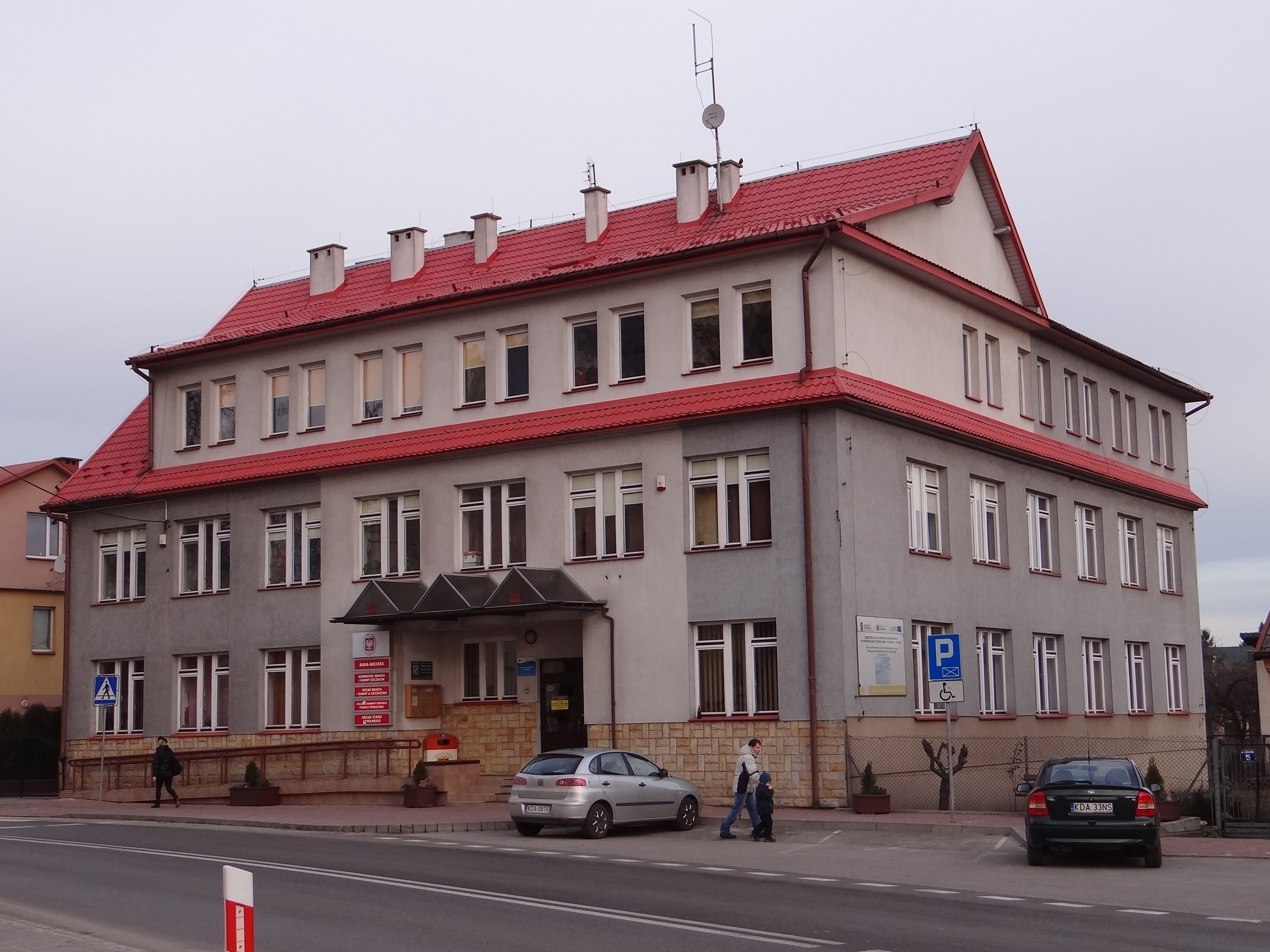
Budynek urzędu miasta i gminy

Szczucin posiadał prawa miejskie w latach 1780–1934. Do końca 2008 r. był wsią. 1 stycznia 2009 r. na nowo stał się miastem.

### Po 1998
W nocy z 13/14 sierpnia 1998 r. w pobliskiej miejscowości Łęka Szczucińska zamordowano 17-letnią Iwonę Cygan. W samym Szczucinie zginęły przynajmniej dwie osoby związane ze sprawą jej zabójstwa. Przez lata wokół sprawy trwała zmowa milczenia i dopiero po 20 latach od morderstwa na ławie oskarżonych zasiadło 17 osób, a wśród nich oskarżony o zabójstwo Paweł K. oraz te osoby, które wiedziały o zbrodni, mataczyły i utrudniały śledztwo (w tym 14 byłych policjantów).

## Demografia

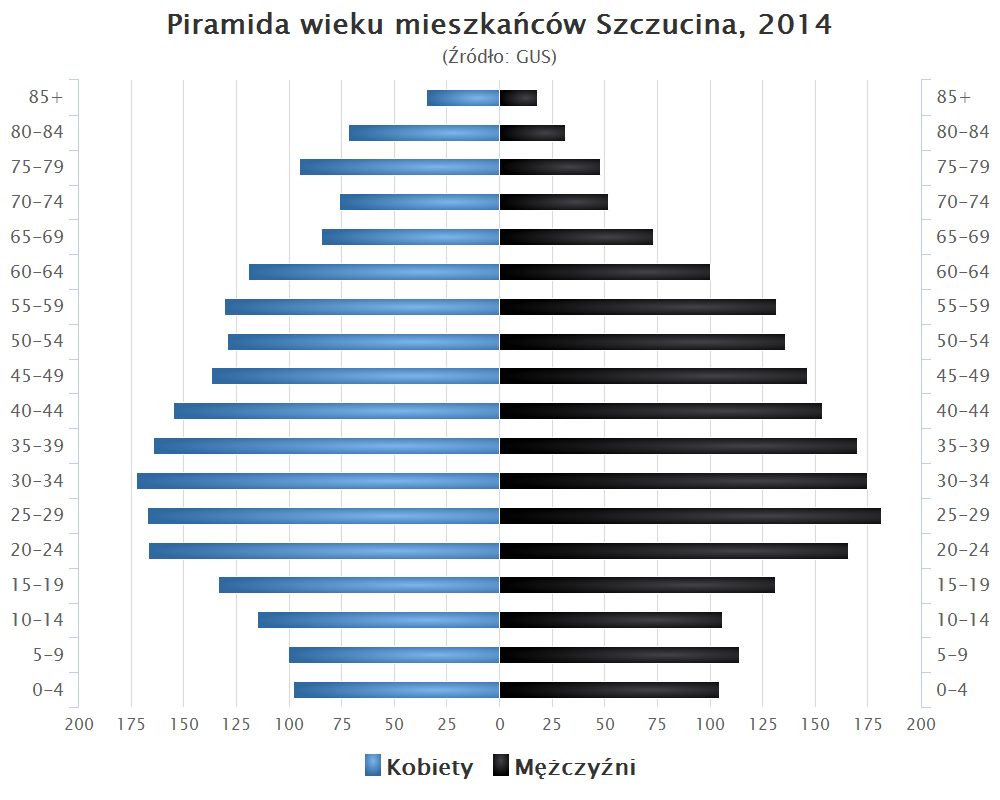
Piramida wieku mieszkańców Szczucina w 2014 roku

## Zabytki
Obiekty wpisane do rejestru zabytków nieruchomych województwa małopolskiego:
- kościół parafialny pw. św. Marii Magdaleny z 1680 r.,
- cmentarz żydowski,
- park pałacowy,
  - ogrodzenie i kordegarda,
- teren bazy transportowej.

## Atrakcje turystyczne
W Szczucinie ulokowano jedyne w Polsce i Europie Muzeum Drogownictwa, obecnie będące Zespołem Historii Drogownictwa Generalnej Dyrekcji Dróg Krajowych i Autostrad. Na obszarze ok. 2 ha byłego obwodu drogowego znajduje się kilkadziesiąt starych maszyn i urządzeń drogowych: walców, ciągników, lokomobil, a także bogaty zbiór znaków drogowych, słupów kilometrowych i urządzeń pomiarowych. W budynku muzeum zgromadzono natomiast m.in. dokumenty, projekty, mundury oraz makiety. Zbiór jest stopniowo powiększany. Całość terenu wpisana jest do rejestru zabytków.

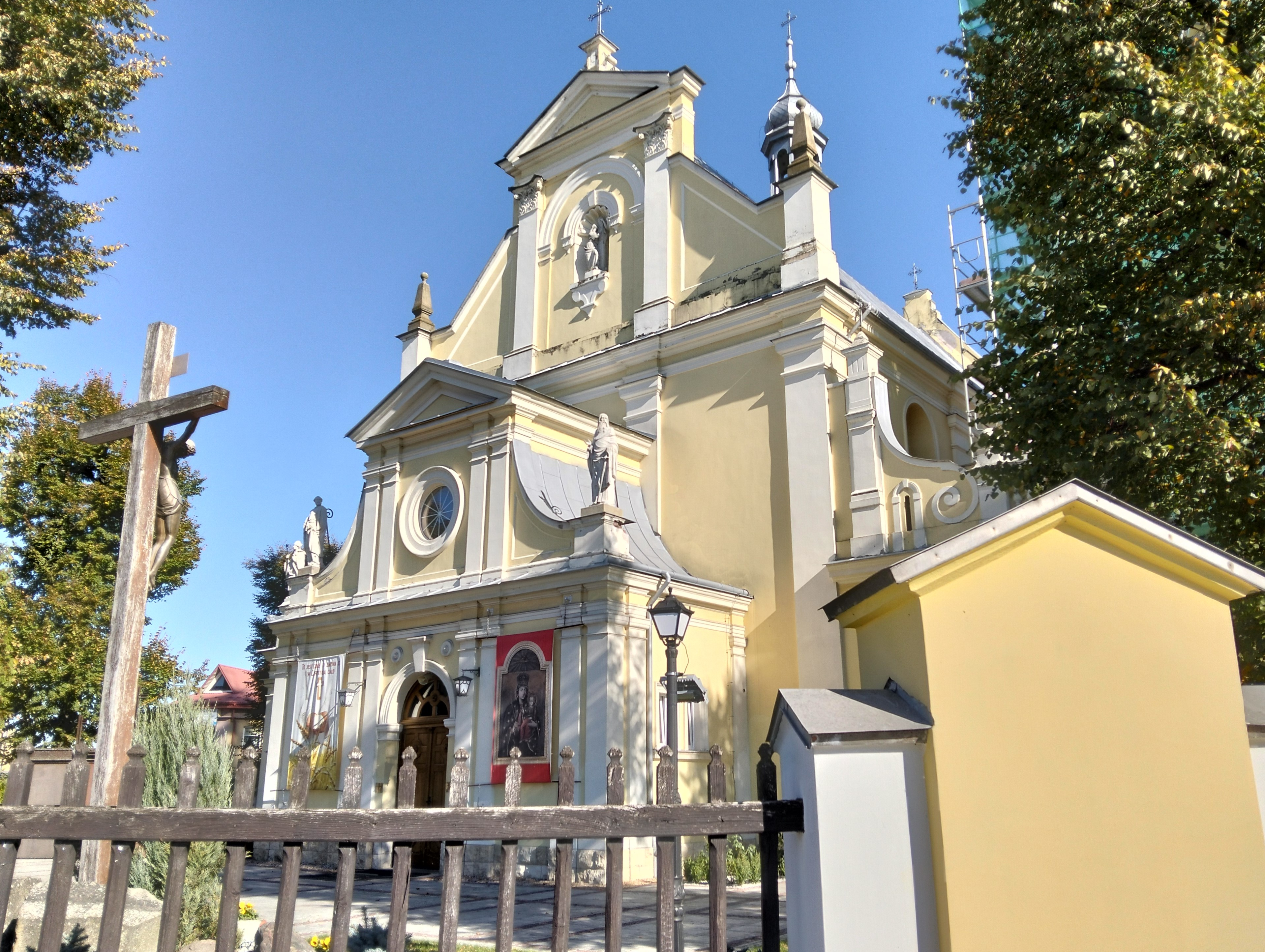
Kościół par. pw. św. Marii Magdaleny z 1680 r.

W północno-wschodnim narożu placu rynkowego znajduje się Kościół parafialny pw. św. Marii Magdaleny. Zwarta bryła kościoła łączy w sobie starą, barokową część i nowsze, wzniesione w stylu neobarokowym człony. Murowana i tynkowana budowla o ramowo-pilastrowych i skromnych podziałach zewnętrznych elewacji jest najlepiej widoczna z rynku, skąd można zauważyć neorenesansową fasadę poprzedzoną niższą i węższą kruchtą. Odbudowa wieży składającej się z trzech zwężających się kondygnacji objęła m.in. wykonanie baniastego hełmu, nawiązującego do barokowego kształtu sygnaturki górującej ponad dachem korpusu. Najcenniejszym obiektem w szczucińskiej świątyni jest polichromia autorstwa Karola Frycza, pokrywająca rozczłonkowane pilastrami i zamknięte profilowanym gzymsem ściany wnętrza. Na szczególną uwagę zasługują także obrazy Matki Boskiej z Dzieciątkiem (w typie Matki Boskiej Tuchowskiej (XVI–XVII w.) umieszczony w głównym ołtarzu), Matki Boskiej Niepokalanie Poczętej (II poł. XVIII w., umieszczony w bocznym ołtarzu), barokowy wizerunek Matki Boskiej Różańcowej ukazanej w asyście świętych (1714 r.) oraz Chrystus Ukrzyżowany i św. Maria Magdalena (ok. 1960 r.), których autorem jest Stanisław Westwalewicz.
Przy ulicy św. Marka usytuowana jest kamienna figura zwana Markiem. Wzniesiona została w 1684 r. Ma kształt wysokiej kolumny zwieńczonej kompozytowym kapitelem, na którym umocowana jest czworoboczna, ażurowa kapliczka z płaskorzeźbami świętych, nakryta daszkiem, ponad którym znajduje się niewielka wieżyczka i krzyż. Legenda głosi, że została wzniesiona z okazji przeprawy wojsk Jana III Sobieskiego przez Wisłę w wyprawie na Wiedeń.
Przy ul. Wolności znajduje się Kwatera Pamięci Narodowej. Obelisk stoi na miejscu dawnej szkoły i upamiętnia tragedię polskich żołnierzy spalonych żywcem przez hitlerowców w szkole 12 września 1939 roku.
W Szczucinie znajdują się również zabytki rodziny Boguszów, która niegdyś zamieszkiwała Szczucin. Przy wyjeździe z miasta w kierunku Delastowic rozciągają się resztki zespołu dworskiego należącego w przeszłości do tej rodziny. Na nowo zagospodarowanym obszarze wznosi się rozległy budynek dworu, wybudowany ok. 1917 r. na miejscu starszego, w którym przyszedł na świat Andrzej Rawicz Gawroński, sekretarz Komisji Edukacji Narodowej i lekarz króla Stanisława Augusta Poniatowskiego. Na miejscowym cmentarzu, w otoczeniu pomników nagrobnych, stoi neogotycka kaplica grobowa Boguszów. Wybudowano ją w 1877 roku. Jest murowana i otynkowana, ozdobiona na narożach lizenami i arkadowym fryzem poniżej pasa gzymsu wieńczącego oraz posiada trójkątny szczyt z arkadami.
Ponadto w Szczucinie znajduje się cmentarz żydowski, stary cmentarz, wiele przydrożnych figurek, kapliczka z XIX w., dwie wiekowe kamienice w rynku, kilka staropolskich dworków, a na nowym cmentarzu pomnik Powstańców 1863 i grób ofiar 12 września 1939 roku.
Dwa razy w tygodniu odbywa się tu targ, którego tradycja sięga kilku wieków.

## Edukacja
- Szkoła Podstawowa im. Adama Mickiewicza
- Powiatowe Centrum Edukacji i Kompetencji Zawodowych

## Administracja
Gmina Szczucin jest członkiem stowarzyszenia Unia Miasteczek Polskich

## Sport w Szczucinie
W Szczucinie od 1948 r. działa klub sportowy LKS Wisła Szczucin. Aktualnie działają sekcje piłkarska, kulturystyczna oraz tenisa stołowego. W skład bazy sportowej klubu wchodzi stadion na 2300 miejsc, boiska treningowe oraz budynek siłowni/sekcji tenisa stołowego. W 2009 r. drużyna juniorów młodszych zajęła II miejsce w Halowych Mistrzostwach Małopolski, przegrywając jedynie z Wisłą Kraków.
Oprócz LKS Wisła w Szczucinie działają 3 uczniowskie kluby sportowe: MKS Junis, UKS Pantera i UKS Orliki.
W 2003 r. oddano do użytku Halę Widowiskowo-Sportową przy ul. Rudnickiego. Mieści się w niej pełnowymiarowe boisko do piłki koszykowej, siatkowej, nożnej i ręcznej, 4 boiska do badmintona oraz siłownia. Trybuny mieszczą ok. 300 osób.